# Resolution 279 des UN-Sicherheitsrates
Die Resolution 279 des UN-Sicherheitsrates ist eine Resolution, die der Sicherheitsrat der Vereinten Nationen in der 1537. Sitzung am 12. Mai 1970 beschloss. Sie beschäftigte sich mit dem Eindringen israelischer Truppen auf Staatsgebiet des Libanons.

## Abstimmung
Die Resolution wurde einstimmig angenommen.

## Inhalt
Der Sicherheitsrat „fordert den sofortigen Rückzug aller Streitkräfte Israels von libanesischem Territorium“.